# Roosmalens dwergzijdeaapje
Het Roosmalens dwergzijdeaapje (Mico humilis) is een zoogdier uit de familie van de klauwaapjes (Callitrichidae). De wetenschappelijke naam van de soort werd voor het eerst geldig gepubliceerd door Marc van Roosmalen et al. in 1998.

## Taxonomie
De soort werd pas eind jaren negentig ontdekt door de Nederlandse primatoloog Dr. Marc van Roosmalen. Hij rekende de soort tot het geslacht Callithrix, waartoe toen alle soorten oeistiti's werden gerekend. In 2003 plaatste van Roosmalen de soort in een eigen geslacht: Callibella, waarin het de enige soort was. In 2019 beargumenteerde een groep biologen dat de soort niet genoeg verschillend was om een eigen geslacht te rechtvaardigen. Sindsdien wordt het in het geslacht Mico gerekend, samen met de Amazone-oeistiti's.

## Kenmerken
M. humilis is zeer klein, slechts iets groter dan het dwergzijdeaapje (Cebuella pygmaea) (kop-romplengte 160-170 mm, staartlengte 210-230 mm, gewicht 150 tot 185 g), maar deelt meer kenmerken met Mico. Dit geslacht heeft haren zonder zogenaamde "banden", een olijfbruine rug, een geelachtige (in verschillende tinten) buik, oranje handen, voeten en onderarmen, naakte oren, een zwart, driehoekig kroontje, witte "wenkbrauwen", een vrijwel geheel naakt gezicht zonder pigment en een donker oranjebruine iris. De staart is langer dan bij het dwergzijdeaapje en bijna zwart.

## Leefwijze
Het dwergzijdeaapje komt alleen maar voor in de buurt van plantages, akkers en tuinen. Bij expedities buiten de bewoonde gebieden werd geen enkele Callibella gevonden. In totaal is er waarschijnlijk ongeveer 3000 ha habitat waarin deze soort kan leven in een totaal verspreidingsgebied van 250000 tot 300000 ha, zodat er waarschijnlijk ongeveer 10000 levende dieren zijn van dit geslacht. De lokale bevolking vindt Callibella te klein om op te jagen, maar bosbranden zijn een potentiële bedreiging.

## Verspreiding
Het dwergzijdeaapje komt voor tussen de Rio Manicoré, de Rio Madeira en de Rio Aripaunã in Amazonas, een staat van Brazilië.

## Verwantschap
De geslachtsnaam is afgeleid van het Griekse woord καλ(λ)ος "mooi" en het Italiaanse bella "mooi" en betekent dus "dubbel mooi". De soortnaam humilis betekent "klein" in het Latijn. Volgens een genetische analyse is deze soort het nauwste verwant aan het dwergzijdeaapje (Cebuella pygmaea) en het geslacht Mico, dat wijdverspreid is in het Amazonegebied.